# Ashford Designer Outlet
Het Ashford Designer Outlet van McArthur Glen is ontworpen door architect Richard Rogers en opende in maart 2000. Het Outlet ligt in de buurt van het centrum van Ashford, dicht bij het station van Ashford en een paar minuten rijden vanaf afrit 10 van de autosnelweg M20.
Het ovale, uitgestrekte ontwerp van het center, dat aantrekkelijk uitziet vanaf een afstand kan mensen irriteren die te lang in het center blijven, omdat ze steeds rond lopen. Dit effect wordt versterkt door de luidsprekers die opgehangen zijn bij de parkeerplaatsen en constant muziek draaien, om het winkelen meer aangenaam te maken.
Het Ashford Designer Outlet telt meer dan 80 winkels, waar merken worden verkocht als Tommy Hilfiger, Ralph Lauren, Ted Baker en Puma.